# Орчано-Пизано
Орчано-Пизано (итал. Orciano Pisano) — коммуна в Италии, располагается в области Тоскана, в провинции Пиза.
Население составляет 628 человек (2008 г.), плотность населения составляет 57 чел./км². Занимает площадь 11 км². Почтовый индекс — 56040. Телефонный код — 050.
Покровителем коммуны почитается Архангел Михаил, празднование 29 сентября.

## Демография
Динамика населения:

## Администрация коммуны
- Официальный сайт: http://www.comune.orcianopisano.pi.it/